# Transketolaza
Transketolaza (EC 2.2.1.1, glikolaldehidtransferaza) je enzim sa sistematskim imenom sedoheptuloza-7-fosfat:D-gliceraldehid-3-fosfat glikolaldehidtransferaza. Ovaj enzim katalizuje sledeću hemijsku reakciju
sedoheptuloza 7-fosfat + D-gliceraldehid 3-fosfat {\displaystyle \rightleftharpoons } D-riboza 5-fosfat + D-ksiluloza 5-fosfat
Ovaj enzim je tiamin-difosfatni protein. On ima široku specifičnost za reaktante, npr. konvertuje hidroksipiruvat i R-CHO u CO2 i . Transketolaza iz Alkaligenes faecalis je veoma aktivna sa D-eritrozom kao akceptorom.

## Spoljašnje veze
- Transketolase на 